# 101. Division (Japanisches Kaiserreich)
Die 101. Division (jap. 第101師団, Dai-101 Shidan) war eine Division des Kaiserlich Japanischen Heeres, die zwischen 1937 und 1940 aufgestellt und aufgelöst wurde. Sie ist eine von wenigen Divisionen, die nicht bis zum Kriegsende 1945 aktiv waren. Ihr Tsūshōgō-Code (militärischer Tarnname) ist nicht bekannt.

## Geschichte der Einheit
Die 101. Division wurde am 1. September 1937 unter dem Kommando von Generalleutnant der Reserve Itō Masaki als Karree-Division aufgestellt und bestand aus der 101. Brigade (101. und 149. Infanterie-Regiment) und der 102. Brigade (103. und 157. Infanterie-Regiment) sowie dem 101. Kavallerie-Regiment, dem 101. Feldartillerie-Regiment und dem 101. Pionier- und Transport-Regiment. Das Hauptquartier der ca. 16.000 Mann starken Division lag in Tokio.
Nach nur fünf Monaten Ausbildung landete die 101. Division Anfang 1938 in der Hangzhou-Bucht und bewegte sich anschließend Richtung Nanchang. Sie war der Shanghai-Expeditionsarmee als Verstärkung unterstellt und rückte weiter ins chinesische Landesinnere vor. Im Februar 1938 nahm sie an der Schlacht um Xuzhou teil. Danach wurde sie der 11. Armee unterstellt und nahm von Juni 1938 bis Oktober 1938 an Operationen im Kreis Huangmei teil, zu denen es während der Schlacht um Wuhan kam. 120 chinesische Divisionen mit knapp über einer Million Mann verteidigten sich gegen 350.000 angreifende Japaner. Als die 106. Division bei Lushan von 16 feindlichen Divisionen eingekesselt wurde, versuchte die 101. Division diese zu entsetzen. In der darauffolgenden Schlacht von Wanjialing verloren beide Divisionen, die zu Beginn der Kämpfe zusammen ca. 31.000 Mann stark gewesen waren, rund 30.000 Soldaten. Durch den Einsatz der 9. und 27. Division konnten 1.000 Überlebende gerettet werden. Obwohl das japanische Heer, bezogen auf die gesamte Operation, den Sieg davontrug, erlitt es einen Pyrrhussieg, bei dem es fast 30 % Verluste (über 100.000 Mann) erlitt. Nach dem Ende der Schlacht übernahm am 9. November Generalleutnant Saitō Yaheita die Reste der Division, die am 25. Februar 1940 aufgelöst wurde.

## Gliederung
Am 1. September 1937 erfolgte die Aufstellung zu einer Typ B „Standard“ Division als Karree-Division wie folgt:
- 101. Infanterie-Divisions Hauptquartier (350 Mann)
  - 101. Infanterie-Brigade (50 Mann)
    - 101. Infanterie-Regiment (ca. 2850 Mann)
    - 149. Infanterie-Regiment (ca. 2850 Mann)

  - 102. Infanterie-Brigade (50 Mann)
    - 103. Infanterie-Regiment (ca. 2850 Mann)
    - 157. Infanterie-Regiment (ca. 2850 Mann)

  - 101. Kavallerie-Regiment (900 Mann)
  - 101. Feldartillerie-Regiment (2100 Mann; 36 75-mm-Feldgeschütze)
  - 101. Pionier-Regiment (900 Mann)
  - 101. Transport-Regiment (ca. 750 Mann)
  - 101. Signal-Einheit (ca. 200)
  - 101. Sanitäts-Einheit (ca. 700 Mann)

Gesamtstärke: ca. 16.500 Mann